# Les Oubliés du Delta
Pour plus de détails, voir Fiche technique et Distribution.
Les Oubliés du Delta est un téléfilm franco-belge réalisé par Leslie Gwinner d'après un scénario de Nathalie Hugon et Gilles Cahoreau, et diffusé pour la première fois en Belgique le 2 mai 2024 sur La Une.
Ce polar, hommage aux Vietnamiens employés de force en Camargue durant la Seconde Guerre mondiale pour y cultiver le riz, est une coproduction de Dalva Productions, france.tv studio, AT-Production et la RTBF (télévision belge), réalisée avec la participation de TV5 Monde et de la Radio télévision suisse (RTS),,,.

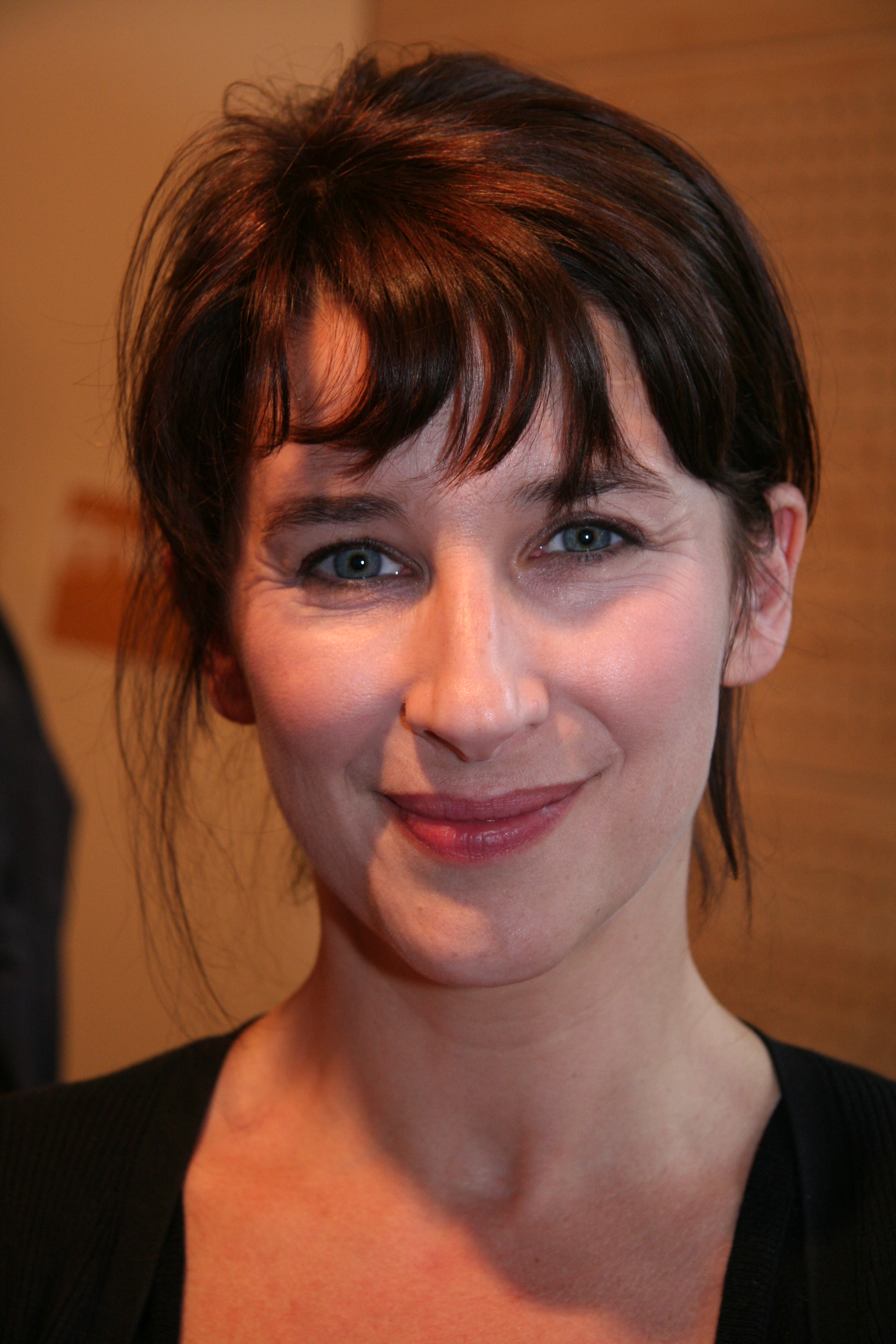
Isabelle Gélinas.

## Synopsis
Lors d'un chantier au cœur de la Camargue, des ouvriers découvrent des restes humains enfouis sous terre. L'affaire est confiée à la commissaire Marianne Prévost, experte en enquêtes complexes pour le Tribunal Pénal International, secondée par Lola Hardon, une jeune recrue encore en début de carrière. Les premières analyses révèlent que les personnes enterrées n'ont pas péri au même moment et que ces ossements, remontant à plus de 70 ans et sont tous, sauf une, d'origine asiatique. Pendant l'Occupation, à la suite de la défaite de 1940, 2000 travailleurs indochinois furent envoyés en Camargue pour accomplir des tâches ardues dans des conditions extrêmement précaires. Qui, parmi les propriétaires terriens de l'époque, aurait pu traiter ces ouvriers avec un tel mépris, allant jusqu'à les priver d'une sépulture digne ?

## Fiche technique
Sauf indication contraire, les informations mentionnées dans cette section peuvent être confirmées par les bases de données cinématographiques IMDb et Allociné,  présentes dans la section « Liens externes ».
- Titre français : Les Oubliés du Delta
- Réalisation : Leslie Gwinner[1],[5],[6],[7],[8]
- Scénario : Nathalie Hugon et Gilles Cahoreau[5],[6],[7],[8]
- Musique : Laurent Perez Del Mar[5],[6],[7],[8]
- Décors : Ramora
- Costumes : Tiffany Bussonais[2]
- Photographie : Christophe Paturange[2]
- Son : Gadou Naudin[2]
- Montage : Sylvie Laugier
- Production : Delphine Wautier[1],[5],[7],[8]
- Sociétés de production : Dalva Productions, france.tv studio, AT-Production et la RTBF[1],[2],[3],[4]
- Pays de production :  France /  Belgique
- Langue originale : français
- Format : couleur
- Genre : policier[1],[5],[7],[8]
- Durée : 90 minutes
- Dates de première diffusion :
  - Belgique : 2 mai 2024 sur La Une[1],[2],[6]
  - Suisse : 28 mai 2024 sur RTS Un
  - France : 25 octobre 2024 sur France 3

## Distribution
- Isabelle Gélinas : la commissaire Marianne Prévost
- Raphaëlle Rousseau : Lola Hardon
- Anne Alvaro : Magali Galabert
- Tom Hudson : Anthony Galabert
- Sylvain Jouret : Nicolas Galabert
- Aude Canaud : Adèle Galabert
- Agathe Dodemant : Magali Galabert à 10 ans
- Pierre Lopez : Frédéric Galabert
- Harrison Arevalo : Pedro Sanchez
- Randal Douc : M. Fong
- Milan Marangone : Chris Phan
- Thomas Cousseau : Philippe le mari de la commissaire

## Production

### Genèse et développement
Le scénario est de la main de Nathalie Hugon et Gilles Cahoreau, et la réalisation est assurée par Leslie Gwinner,,,,,.
Le téléfilm est à la fois un polar et un hommage aux 20 000 Vietnamiens enrôlés de force en France à partir de 1939 pour travailler dans les usines et y remplacer les Français partis au front. Certains de ces Công Binh (« ouvriers-soldats » en vietnamien) furent ensuite envoyés en Camargue pour y cultiver le riz.
Delphine Wautier, la productrice du téléfilm, explique : « Il ne s'agit pas d'une simple fiction policière, un polar de plus, mais bien d'une intrigue contemporaine, forte romanesque et documentée, prenant ses racines dans une page d'histoire camarguaise, la culture du riz par les travailleurs indochinois. »
La réalisatrice Leslie Gwinner précise : « C'est un film sur l'importance de la parole aussi et sur la répétition. Sur les conséquences des choses qui sont tues. Sur les ravages du silence, du non-dit lorsqu'on vit hors du cadre. »

### Titre
Le titre peut faire référence au delta de la Camargue mais aussi au delta du Mékong.

## Accueil

### Accueil critique
Le magazine belge Moustique parle d'un « téléfilm au cœur d'un pan moins connu de l'histoire, tourné dans un cadre superbe ».

### Diffusions et audience
En Belgique, le téléfilm, diffusé le 2 mai 2024 sur La Une, est regardé par 247 741 téléspectateurs et se classe premier en termes d'audience.
En France, diffusé le 25 octobre 2024 sur France 3, il est regardé par 4 173 000 téléspectateurs et se classe premier avec 23,1 % de parts d'audience.